# Marennes-Hiers-Brouage
Marennes-Hiers-Brouage község Franciaország Új-Aquitania régiójában, Charente-Maritime megyében. Új községként 2019. január 1-jén jött létre két korábbi község: Marennes és Hiers-Brouage egyesítésével. Lakosainak száma 6148 fő (2022. január 1.).

## Népesség
| Lakosok száma | 6252 | 6250 | 6234 | 6203 | 6175 | 6148 |
|               | 2017 | 2018 | 2019 | 2020 | 2021 | 2022 |